# Nemesis-Gletscher
Der Nemesis-Gletscher ist ein großer Gletscher im ostantarktischen Mac-Robertson-Land. Er fließt in nordöstlicher Richtung durch das Zentrum der Aramis Range in den Prince Charles Mountains und mündet in das Amery-Schelfeis.
Teilnehmer der zwischen 1956 und 1957 unternommenen Forschungsreise im Rahmen der Australian National Antarctic Research Expeditions entdeckten ihn im Januar 1957. Sie benannten ihn in Erinnerung an die schwierigen Geländeverhältnisse bei der Querung nach Nemesis, Göttin des „gerechten Zorns“ aus der griechischen Mythologie.